# Wipert von Finsterlohe

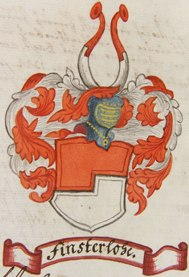
Wappen des Adelsgeschlechtes von Finsterlohe

Wipert von Finsterlohe († 5. August 1503 in Speyer) war ein Domherr in den Fürstbistümern Speyer und Würzburg, dessen Epitaph sich im Speyerer Dom erhalten hat.

## Herkunft
Er entstammte dem alten fränkischen Adelsgeschlecht der Herren von Finsterlohe (auch Finsterloh oder Vinsterloh), das sich nach seinem Stammsitz Burg Finsterlohr benannte und zu jener Zeit bereits in Laudenbach bei Weikersheim ansässig war.

## Leben

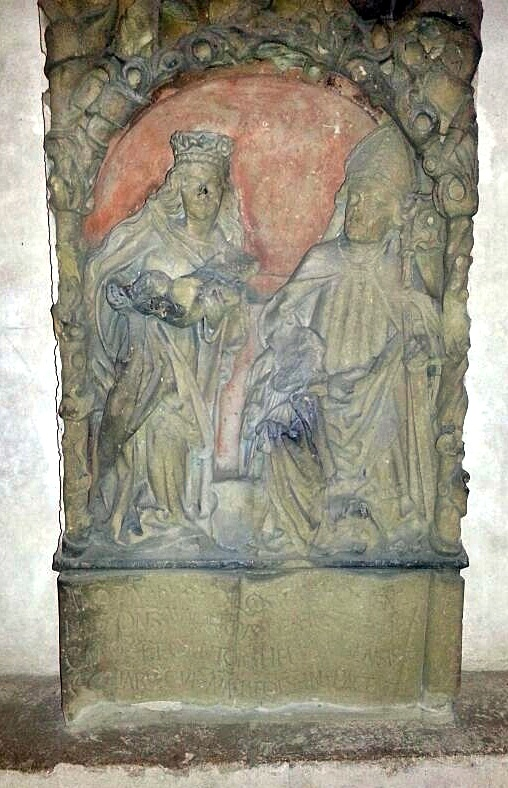
Epitaph in der Krypta des Speyerer Domes

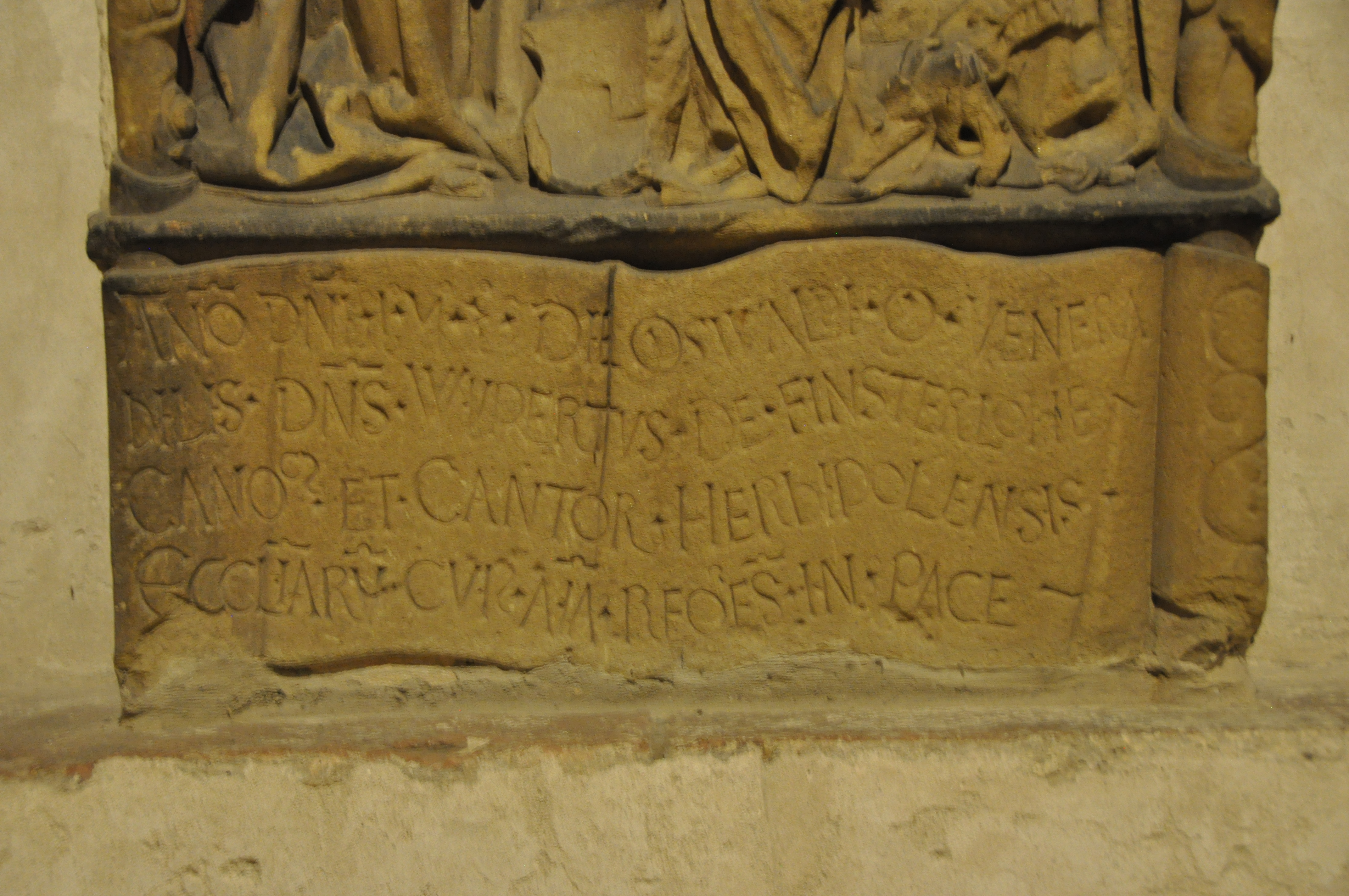
Epitaphinschrift

Wipert von Finsterlohe wurde geboren als Sohn von Peter dem Jüngeren von Finsterlohe und seiner Gattin Anna geb. Zobel von Giebelstadt. Er kam aus Laudenbach, da er sich 1471 an der Universität Erfurt als „Wibertus Vensterloh de Laudenbach“ immatrikulierte. 1475 war er Domizellar am Domstift Würzburg, seit 1501 Domkapitular und Kantor. 
Als Domherr in Speyer erscheint Finsterlohe erstmals 1478 urkundlich und wurde am 26. Juli 1482 ins Domkapitel aufgenommen. Er gehörte zur Deputation die am 15. Februar 1502 dem Kardinallegaten Raimund Peraudi ein Geschenk des Speyerer Klerus überbrachte.

## Tod und Gedenken
Wipert von Finsterlohe starb am 5. August 1503 und wurde im Speyerer Dom beigesetzt, wo man ihm ein Sandstein-Epitaph widmete, das sich heute in der südlichen Domkrypta befindet. Der Domherr ist auf ihm abgebildet (Gesicht abgeschlagen), ebenso trägt der Stein das Familienwappen. Die Inschrift lautet: „Anno domini 1503 die Oswaldi obiit venerabilis dominus Wypertus de Finsterlohe canonicus et cantor Herbipolensis ecclesiarum cuius anima requiescat in pace“. Finsterlohe stiftete für sich ein Jahrgedächtnis im Dom und hinterließ 200 Gulden, von denen ein Ölberg bei der Kathedrale angelegt werden sollte. Ein Jahr nach seinem Tod fasste das Domkapitel den entsprechenden Beschluss und gab das Monument in Auftrag. Es wurde ab 1505 von dem Bildhauer Hans Seyfer aus Heilbronn, südlich der Kathedrale geschaffen und existiert (beschädigt) noch heute.